# Trilj
Trilj (Italiaans: Treglia; Latijn: Pons Tiluri) is een stad in Kroatië. Trilj ligt in de Kroatische provincie Split-Dalmatië en heeft een inwoneraantal van 10.799. De burgemeester is Jozo Sarač (HDZ).

## Geboren
- Mirko Jozić (1940), Kroatisch voetballer en voetbalcoach

Steden (gradovi): Split · Hvar · Imotski · Kaštela · Komiža · Makarska · Omiš · Sinj · Solin · Stari Grad · Supetar · Trilj · Trogir · Vis · Vrgorac · Vrlika

Gemeenten (općine): Baška Voda · Bol · Brela · Cista Provo · Dicmo · Dugi Rat · Dugopolje · Gradac · Hrvace · Jelsa · Klis · Lećevica · Lokvičići · Lovreć · Marina · Milna · Muć · Nerežišća · Okrug · Otok · Podbablje · Podgora · Podstrana · Postira · Prgomet · Primorski Dolac · Proložac · Pučišća · Runovići · Seget · Selca · Sućuraj · Sutivan · Šestanovac · Šolta · Tučepi · Zadvarje · Zagvozd · Zmijavci